# 垪和村
垪和村（はがそん）は、岡山県久米郡にあった村。
現在の久米郡美咲町上口、小山、栃原、中垪和、東垪和に当たる。

## 沿革
- 1889年6月1日 - 町村制施行に伴い、久米北条郡 中垪和上口村、小山村、中垪和谷村、中垪和畝村、東垪和村が合併し、垪和村となる。大字中垪和畝に役場を置く。
- 1900年4月1日 - 久米北条郡が久米南条郡と合併し、久米郡となる。
- 1953年4月1日 - 久米郡倭文西村、西川村と合併、久米郡旭町となる。

## 地名の読み方
- 上口 （うえくち）
- 小山 （こやま）
- 栃原 （とちばら）
- 中垪和 （なかはが）
- 中垪和上口 （なかはがうえのくち）
- 中垪和畝 （なかはがうね）
- 中垪和谷 （なかはがたに）
- 東垪和 （ひがしはが）

## 郵便番号 （現在）
- 709-3411 久米郡美咲町上口
- 709-3412 久米郡美咲町小山
- 709-3413 久米郡美咲町栃原
- 709-3414 (久米郡美咲町西垪和)→西川村
- 709-3415 (久米郡美咲町江与味)→江与味村
- 709-3416 久米郡美咲町東垪和
- 709-3417 久米郡美咲町中垪和

## その他
旭町として合併後の6月、大字中垪和上口を上口、大字中垪和谷を栃原、大字中垪和畝を中垪和と改称。したがって、これら3つの地名は本来「中垪和」の一種と言え、垪和村になったエリアは小山を除き、垪和のつく地名ばかりであった。
さらに近隣には大垪和村や、西川村大字西垪和があった。
旭町になった各村も同時に多くの改称がある。